# Станіслав Коссаковський

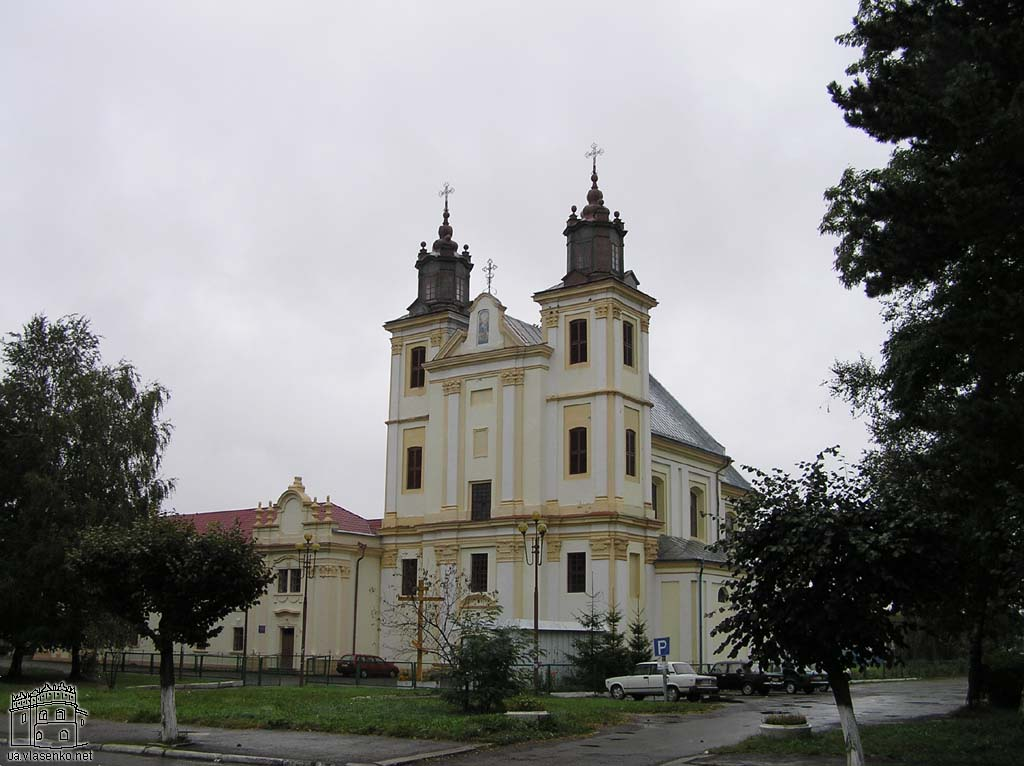
Домініканський костел і монастир у Богородчанах

Станіслав Коссаковський гербу Сліповрон (пол. Stanisław Kossakowski, 1721 — 1 березня 1761) — польський шляхтич, урядник Речі Посполитої, меценат. Каштелян Кам'янця. Представник роду Коссаковських.

## Життєпис
Син підляського каштеляна Домініка Пйотра (пом. 1730) та його дружини Зофії Потоцької — доньки коронного гетьмана, дідича Франківська Юзефа Потоцького (її другий шлюб). Останній представник роду в Руському воєводстві. Власник значних маєтків («фортуни»). Значної ролі в політичному житті не грав. Був власником, зокрема, Курилівців (тепер Муровані Курилівці, Поділля); Богородчан, Твердзі, Топорова, які заповів дружині. Маєтки на Поділлі та Брацлавщині передав дружині правом «доживоття». Мав фізичні вади (карликуватий, кульгавий). Фундатор домініканського монастиря (мурованого) та костелу в Богородчанах (1742–1762 р.).
Помер у неділю увечері 1 березня 1761. Був похований у костелі домініканців у Богородчанах.
Дружина — Катажина з Потоцьких Коссаковська (1722—1803) — донька тлумацького старости Єжи Потоцького; дітей з дружиною не мали.